# James Holmes
James William Holmes Jr. (Ypsilanti, Míchigan; 13 de octubre de 1983) es un exjugador de baloncesto estadounidense. Con 1,88 metros de altura jugaba en la posición de escolta.

## Biografía
Se formó como jugador en la High School de Belleville, donde ya destacó como un gran anotador. Se incorporó al baloncesto universitario disputando la NCAA con los South Florida Bulls de la Universidad de South Florida, donde en su último año consiguió unas cifras de 16,62 puntos, 3,07 rebotes, 2,24 asistencias y 1,83 robos por encuentro.
En 2006 comenzó su trayectoria en Europa, para jugar en el KK Mega Ishrana de Belgrado, de la Naša Sinalko Liga. En 2007 pasó a España, para disputar la liga LEB Bronce con el AB Esplugues, promediando 20 puntos por partido. La temporada 2008/09 formó parte del CB L'Hospitalet, de LEB Plata, donde también consiguió grandes números, lo que hizo que la siguiente campaña fuera fichado por el Faymasa Palencia, que había conseguido el ascenso a LEB Oro.